# Paruline des tépuis
Myioborus castaneocapilla
Espèce
Répartition géographique
Synonymes
Myioborus brunniceps castaneocapilla 
Statut de conservation UICN

 LC  : Préoccupation mineure
La Paruline des tépuis (Myioborus castaneocapilla) est une espèce de passereaux appartenant à la famille des Parulidae.

## Distribution
Son aire s'étend de manière disjointe à travers les tepuys du Venezuela et régions limitrophes (Guyana et nord du Brésil).

## Systématique
Trois sous-espèces sont reconnues :
- M. c. castaneocapilla (Cabanis, 1848) — tépuis orientaux ;
- M. c. duidae Chapman, 1929 — parc national Duida-Marahuaca (es) ;
- M. c. maguirei Phelps & Phelps, Jr, 1961 — pico da Neblina.

La Paruline des tépuis est parfois considérée comme une sous-espèce de la Paruline basanée.

## Habitat
Cet oiseau fréquente les forêts montagneuses, les lisières forestières et les clairières entre 1 200 m et 2 200 m d'altitude.